# 마쓰다이라 다다치카 (1661년)
마쓰다이라 다다치카(일본어: 松平忠周, 1661년 5월 17일 ~ 1728년 6월 8일)는 에도 시대 중기의 다이묘이다. 이가노카미류 후지이 마쓰다이라가(伊賀守流藤井松平家) 제3대 당주. 단바 가메야마 번 제3대 번주, 무사시 이와쓰키 번주, 다지마 이즈시 번주, 시나노 우에다 번 초대 번주를 지냈다. 에도 막부에선 소바요닌, 교토 쇼시다이, 노중을 지냈다. 개명 전의 이름은 다다노리(忠徳).
| 전임 마쓰다이라 다다아키 | 제3대 단바 가메야마 번 번주 (후지이 마쓰다이라가) 1683년 ~ 1686년 | 후임 구제 시게유키 |

| 전임 도다 다다마사 | 이와쓰키 번 번주 (후지이 마쓰다이라가) 1686년 ~ 1697년 | 후임 오가사와라 나가시게 |

| 전임 고이데 후사쓰구 | 이즈시 번 번주 (후지이 마쓰다이라가) 1697년 ~ 1706년 | 후임 센고쿠 마사아키라 |

| 전임 센고쿠 마사아키라 | 제1대 우에다 번 번주 (후지이 마쓰다이라가) 1706년 ~ 1728년 | 후임 마쓰다이라 다다자네 |

| 전임 마키노 나리사다 도다 다다토키 | 에도 막부 소바요닌 1685년 ~ 1689년 1705년 ~ 1709년 (재임) | 후임 기타미 시게마사 마나베 아키후사 |

| 전임 미즈노 다다유키 | 제15대 교토 쇼시다이 1717년 ~ 1724년 | 후임 마키노 히데시게 |